# Viarmes
Viarmes és un municipi francès, situat al departament de Val-d'Oise i a la regió d'Illa de França. L'any 2007 tenia 4.767 habitants.
Forma part del cantó de Fosses, del districte de Sarcelles i de la Comunitat de comunes Carnelle Pays-de-France.

## Demografia

### Població
El 2007 la població de fet de Viarmes era de 4.767 persones. Hi havia 1.815 famílies, de les quals 425 eren unipersonals (166 homes vivint sols i 259 dones vivint soles), 543 parelles sense fills, 706 parelles amb fills i 141 famílies monoparentals amb fills.
La població ha evolucionat segons el següent gràfic:
Habitants censats

### Habitatges
El 2007 hi havia 2.030 habitatges, 1.846 eren l'habitatge principal de la família, 80 eren segones residències i 103 estaven desocupats. 1.705 eren cases i 261 eren apartaments. Dels 1.846 habitatges principals, 1.451 estaven ocupats pels seus propietaris, 341 estaven llogats i ocupats pels llogaters i 53 estaven cedits a títol gratuït; 79 tenien una cambra, 138 en tenien dues, 314 en tenien tres, 427 en tenien quatre i 888 en tenien cinc o més. 1.433 habitatges disposaven pel capbaix d'una plaça de pàrquing. A 816 habitatges hi havia un automòbil i a 835 n'hi havia dos o més.

### Piràmide de població
La piràmide de població per edats i sexe el 2009 era:
| Homes | Edats   | Dones |
| ----- | ------- | ----- |
| 8     | 95 o +  | 8     |
| 12    | 90 a 94 | 24    |
| 16    | 85 a 89 | 60    |
| 12    | 80 a 84 | 48    |
| 36    | 75 a 79 | 96    |
| 84    | 70 a 74 | 60    |
| 112   | 65 a 69 | 108   |
| 140   | 60 a 64 | 124   |
| 112   | 55 a 59 | 160   |
| 208   | 50 a 54 | 220   |
| 200   | 45 a 49 | 228   |
| 164   | 40 a 44 | 168   |
| 156   | 35 a 39 | 136   |
| 144   | 30 a 34 | 136   |
| 168   | 25 a 29 | 148   |
| 168   | 20 a 24 | 116   |
| 164   | 15 a 19 | 160   |
| 132   | 10 a 14 | 160   |
| 128   | 5 a 9   | 112   |
| 112   | 0 a 4   | 92    |

## Economia
El 2007 la població en edat de treballar era de 3.103 persones, 2.315 eren actives i 788 eren inactives. De les 2.315 persones actives 2.132 estaven ocupades (1.123 homes i 1.009 dones) i 183 estaven aturades (105 homes i 78 dones). De les 788 persones inactives 277 estaven jubilades, 291 estaven estudiant i 220 estaven classificades com a «altres inactius».

### Ingressos
El 2009 a Viarmes hi havia 1.965 unitats fiscals que integraven 5.073 persones, la mediana anual d'ingressos fiscals per persona era de 23.573 €.

### Activitats econòmiques
Dels 240 establiments que hi havia el 2007, 1 era d'una empresa extractiva, 2 d'empreses alimentàries, 2 d'empreses de fabricació de material elèctric, 6 d'empreses de fabricació d'altres productes industrials, 46 d'empreses de construcció, 63 d'empreses de comerç i reparació d'automòbils, 5 d'empreses de transport, 12 d'empreses d'hostatgeria i restauració, 6 d'empreses d'informació i comunicació, 6 d'empreses financeres, 13 d'empreses immobiliàries, 30 d'empreses de serveis, 25 d'entitats de l'administració pública i 23 d'empreses classificades com a «altres activitats de serveis».
Dels 78 establiments de servei als particulars que hi havia el 2009, 1 era una oficina d'administració d'Hisenda pública, 1 gendarmeria, 1 oficina de correu, 4 oficines bancàries, 1 funerària, 1 autoescola, 10 paletes, 3 guixaires pintors, 7 fusteries, 10 lampisteries, 8 electricistes, 4 empreses de construcció, 6 perruqueries, 1 veterinari, 9 restaurants, 7 agències immobiliàries, 2 tintoreries i 2 salons de bellesa.
Dels 17 establiments comercials que hi havia el 2009, 2 eren supermercats, 1 una botiga de més de 120 m², 2 fleques, 1 una fleca, 1 una peixateria, 1 una llibreria, 2 botigues d'equipament de la llar, 2 botigues d'electrodomèstics, 1 una botiga de mobles, 1 una botiga de material de revestiment de parets i terra i 3 floristeries.
L'any 2000 a Viarmes hi havia 14 explotacions agrícoles que ocupaven un total de 360 hectàrees.

## Equipaments sanitaris i escolars
Els 2 equipaments sanitaris que hi havia el 2009 eren farmàcies.
El 2009 hi havia 1 escola maternal i 1 escola elemental. Viarmes disposava d'un col·legi d'educació secundària amb 639 alumnes.

## Poblacions més properes
El següent diagrama mostra les poblacions més properes.